# لاکمیر (نیوهمپشایر)
لاکمیر (به انگلیسی: Lochmere) یک منطقهٔ مسکونی در ایالات متحده آمریکا است که در شهرستان بلنپ، نیوهمپشایر واقع شده‌است. لاکمیر ۱۵۹٫۱۱ متر بالاتر از سطح دریا واقع شده‌است.